# قلاتة رش
قلاتة رش هي قرية في مقاطعة بيرانشهر، إيران. يقدر عدد سكانها بـ 643 نسمة بحسب إحصاء 2016.